# Tauriers
Tauriers település Franciaországban, Ardèche megyében. Lakosainak száma 203 fő (2022. január 1.). Tauriers Chassiers, Joannas, Largentière és Sanilhac községekkel határos.

## Népesség
A település népessége az elmúlt években az alábbi módon változott:
| Lakosok száma | 90   | 156  | 176  | 177  | 184  | 194  | 196  | 200  | 202  | 203  |
|               | 1968 | 1990 | 2006 | 2011 | 2015 | 2016 | 2018 | 2019 | 2021 | 2022 |